# Clique (Lied)
Clique ist ein Lied des US-amerikanischen Rappers Big Sean und die vierte Single aus dem Kollaborationsalbum Cruel Summer. Als Gastmusiker wirkten hierbei die Rapper Jay-Z und Kanye West mit. Der Song wurde am 3. September 2012 veröffentlicht.

## Hintergrund und Komposition
Clique wurde am 3. September 2012 als vierte und letzte Vorabsingle zu Cruel Summer veröffentlicht. Der Name handelt, wie der Songtext, von Kanye Wests Musiklabel GOOD Music (Ain’t nobody fuckin’ with my clique). Das Lied enthält ein Sample von James Browns Lied People (It’s Bad). Die Einleitung wird vom US-amerikanischen Sänger James Fauntleroy gesungen.

## Rezeption
Juice.de nannte Clique ideal für das „Vorglühen der letzten Gangs der Stadt“, während Idolator die Beats als „sirupartig und gedämpft“ bezeichnete.

## Kommerzieller Erfolg

### Chartplatzierungen
Am erfolgreichsten ist Clique in den Vereinigten Staaten gewesen, wo das Lied Platz 12 erreichte. In Kanada, Belgien (Flandern) und in Dänemark erreichte es die Plätze 16, 33 und 36 und in Australien und Frankreich Rang 39 und 42. In Deutschland erreichte Clique keine Chartpositionen.
| ChartsChartplatzierungen       | Höchstplatzierung | Wochen |
| ------------------------------ | ----------------- | ------ |
| Vereinigte Staaten (Billboard) | 12 (22 Wo.)       | 22     |
| Vereinigtes Königreich (OCC)   | 22 (18 Wo.)       | 18     |

### Auszeichnungen für Musikverkäufe
Clique erhielt Vierfach-Platin in den Vereinigten Staaten.
| Land/Region                  | Auszeichnungen für Musikverkäufe (Land/Region, Auszeichnung, Verkäufe) | Verkäufe  |
| ---------------------------- | ---------------------------------------------------------------------- | --------- |
| Neuseeland (RMNZ)            | Platin                                                                 | 30.000    |
| Vereinigte Staaten (RIAA)    | 4× Platin                                                              | 4.000.000 |
| Vereinigtes Königreich (BPI) | Gold                                                                   | 400.000   |
| Insgesamt                    | 1× Gold · 5× Platin ·                                                  | 4.430.000 |

Hauptartikel: Kanye West/Auszeichnungen für Musikverkäufe

### Auszeichnungen für Musikstreaming
| Land/Region     | Auszeichnungen für Musikverkäufe (Land/Region, Auszeichnung, Verkäufe) | Verkäufe  |
| --------------- | ---------------------------------------------------------------------- | --------- |
| Dänemark (IFPI) | Platin                                                                 | 1.800.000 |
| Insgesamt       | 1× Platin ·                                                            | 1.800.000 |

Hauptartikel: Kanye West/Auszeichnungen für Musikverkäufe